# Cölner Hofbräu Früh
La Cölner Hofbräu Früh, ou simplement Früh, est une brasserie à Cologne.

## Histoire

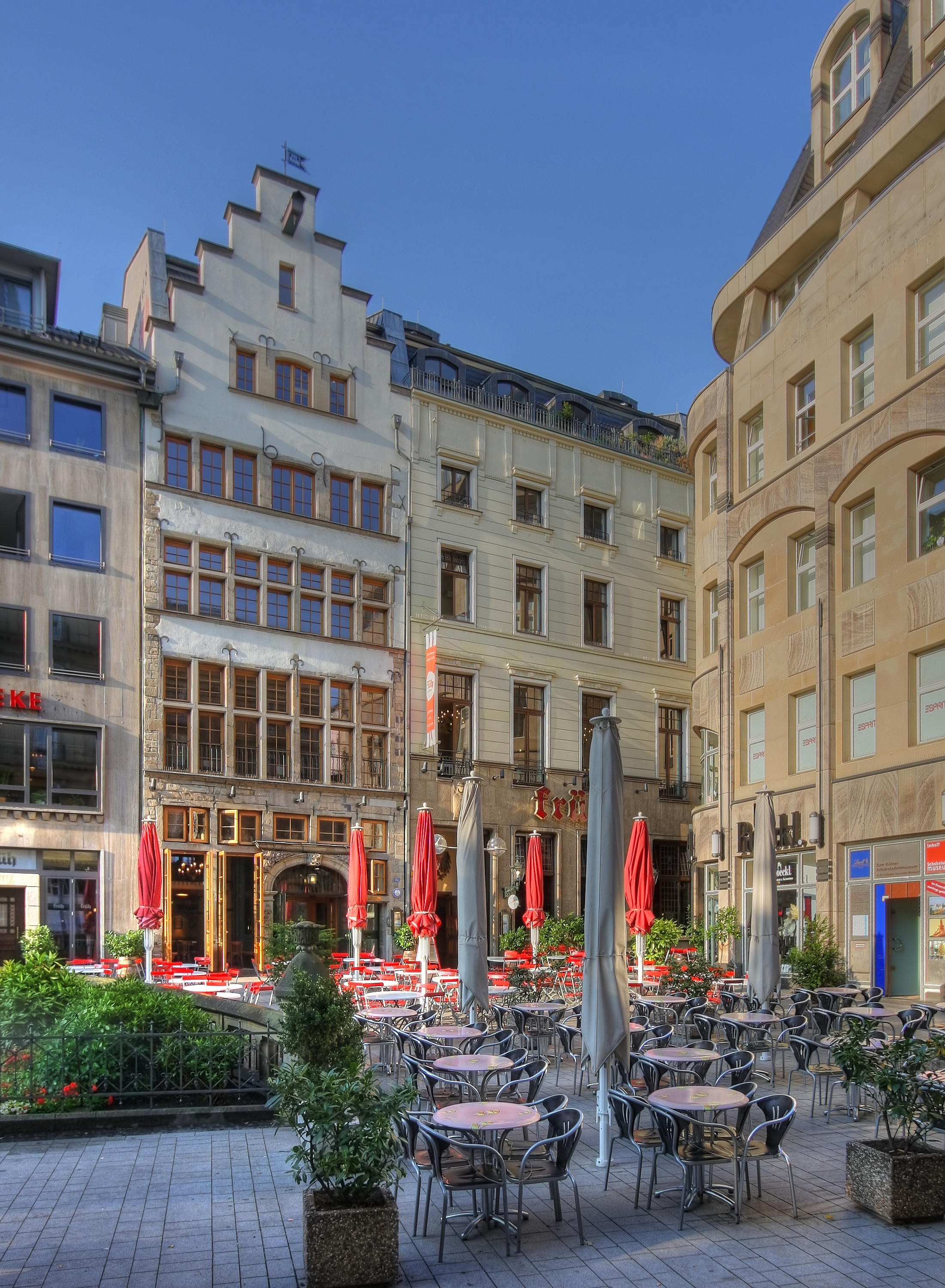
Restaurant et ancien siège de l'entreprise, Am Hof, Cologne

L'ajout "Hofbräu" est basé sur l'emplacement de l'entreprise, car Peter Joseph Früh, qui vient d'une famille de brasseurs à Brühl, construit en 1904 dans le bâtiment de l'ancien "Central Theater" ou du restaurant "Schützenliesel", Am Hof 12, à proximité immédiate de la cathédrale de Cologne une brasserie du nom de Cölner Hofbräu P. Josef Früh, après avoir exploité la première brasserie, l'Aposteln-Bräu, sur l'Apostelnstrasse de 1895 à 1898. Grâce à ses filles Netty et Christel, il y a un lien familial avec une autre dynastie de brasseurs de Cologne, la famille Immendorf. L'Union-Brauerei ou la Hubertusbrauerei émergent plus tard de la brasserie Immendorfsche à Zündorf. En termes de production annuelle, Früh est la troisième plus grande brasserie de Kölsch avec 400 000 hectolitres.
Depuis 1987, la bière n'est plus brassée directement dans la maison, mais dans une brasserie dans le quartier de Feldkassel. L'ancien espace brasserie et les anciens salons de la famille Früh sont repensés et restaurés. De nouvelles chambres d'hôtes sont créées dans les voûtes médiévales des caves de fermentation et de stockage et du Hofbräustuben au premier étage. Outre l'activité brassicole, la brasserie exploite des restaurants proposant une cuisine rhénane typique. En 1979, l'entreprise reprend le restaurant traditionnel et la distillerie Severinstorburg Brennerei A. Herrmann.
Le 2 avril 2014, l'Office fédéral de lutte contre les cartels condamne Cölner Hofbräu Früh et d'autres brasseries en Allemagne à des amendes pour avoir fixé le prix de la bière pour un montant total de 231,2 millions d'euros.
En mars 2019, Früh annonce une coopération avec la société Haus Kölscher Brautradition GmbH. La filiale du groupe Radeberger  produira dès 2020 toutes les bières en bouteille et toutes les bières pression des marques Sion, Gilden, Peters, Dom, Sester et Küppers Kölsch dans la brasserie de Feldkassel.

## Production
Le principal produit de la brasserie est le Früh-Kölsch, en bouteille (également en version non alcoolisée), en canette et en tonneau (Pittermännchen). La gamme est élargie depuis 2012 avec Früh Radler et depuis 2014 avec Früh Sport Fassbrause Zitrone.